# Makunudhoo
Makunudhoo (maled. ‏މަކުނުދޫ‎) – jedna z zamieszkanych wysp podziału administracyjnego atolu Haa Dhaalu i geograficznie część atolu Makakunudhoo (atol Malcolm) na północy Malediwów. Jest to najbardziej zamieszkała na zachód wyspa na Malediwach.

## Historia
Historycznie kilka statków zostało zniszczonych na zdradzieckich rafach otaczających wyspę. Najsłynniejszym wrakiem był angielski statek przyprawowy Hayston w lipcu 1891 r. Kilka ton goździków zostało uratowanych, a następnie rozesłanych do wojska i arystokratów w Male. Makunudhoo jest również znany jako wyspa, na której Vazir Ibrahim Famuladeyri Takurufaanu, którzy planowali zabić sułtana Muhammeda Ghiya’asa ud-din, został wygnany w 1767 roku. Jednak wraz z innymi spiskowcami zabójstwa uciekł do Chandernagore, gdzie otrzymali ochronę od francuskiego gubernatora monsieur Le Termellier. Król Giyasudeen wysłał szereg prezentów i listu do gubernatora Sri Lanki i poprosił go o aresztowanie mężczyzn i zwrócenie ich na Malediwy. Gubernator zignorował to żądanie.

## Geografia
Wyspa znajduje się 262,33 km (163 mil angielskich; 142 mil morskich) na północ od stolicy kraju, Male.

### Malcolm Atoll
Ta wyspa jest jedyną zamieszkałą wyspą w Makunudhoo lub Makunudhoo Atoll (Atol Malcolm w Tabeli Admiralicji). Atol ten ma dużą rafę z laguną o długości 15 mil i szerokości zaledwie 3 mil. Ma tylko jedną zamieszkaną wyspę i małą wysepkę i leży 10 mil na zachód od północno-zachodniej części grupy Miladhummadulhu. Mówi się, że były nieznane nie-Malediwom przed badaniem Malediwów w latach 1834–1818. Według miejscowych wiele statków zostało utraconych na jałowych rafach wraz z załogą, ładunkiem i wszystkimi innymi, ledwo pozostało po wrakach pozostających po kilku godzinach, z powodu gwałtownego surfowania i prostopadłych stron rafy. Laguna jest głęboka, ale pełna płatów koralowych (giri).
Na mapie admiralicji atol ten nosi imię Sir Charlesa Malcolma, dowódcy Bombay Marine (przemianowanego na Indian Navy w 1832 r.). Malcolm miał wizję wprowadzenia żeglugi parowej do Morza Czerwonego, która umożliwiłaby łodziom żeglugę po Zatoce Sueskiej. Odegrał kluczową rolę w upewnieniu się, że przeprowadzono ankiety przeprowadzone przez komandora Roberta Moresby’ego na Malediwach.

#### Maritime Observatory
Atol jest proponowanym miejscem Wspólnej Stacji Obserwacyjnej Oceanu, obserwatorium morskiego rozwijanego przez Państwową Administrację Oceaniczną Chin.

## Demografia
| Opis      | Ogółem | Ogółem | Kobiety | Kobiety | Mężczyźni | Mężczyźni |
| --------- | ------ | ------ | ------- | ------- | --------- | --------- |
| Jednostka | osób   | %      | osób    | %       | osób      | %         |
| 2014      | 1651   | 100    | 868     | 52,57   | 783       | 47,43     |